# Sistema Nenko
O Sistema Nenko (年功序列, Nenkō joretsu) é o sistema japonês que promove o empregado de acordo com sua proximidade da aposentadoria e está intimimamente associado ao emprego vitalício. A vantagem desse sistema é que ele possibilita os empregados mais antigos a alcançar níveis de salários mais altos antes da aposentadoria, além de trazer mais experiência para o ambiente executivo. A desvantagem desse sistema é que ele não permite que novos talentos apareçam e se combinem com a experiência e que aqueles com capacidades especializadas consigam ser promovidos em uma estrutura executiva já totalmente ocupada. Ele também não garante nem tenta colocar a pessoa certa no trabalho certo.
Apesar de sua estrutura muito conservadora, no sistema Nenko também existe uma avaliação sobre o mérito de cada funcionário, o que acaba refletindo em ganhos salariais. Entretanto, a parcela do salário que depende dessa avaliação normalmente é pequena. No longo prazo, espera-se que o indivíduo com maiores capacidades e talento tenha probabilidades maiores de ter sucesso, mostrando que não apenas a antiguidade é considerada.
A taxa de mudança de emprego no Japão é menor que a metade da taxa norte-americana. O sistema de salário baseado na antiguidade também pode ser visto no governo japonês. As cadeiras da Dieta do Japão normalmente são preenchidas pelos membros mais antigos de cada partido.
Após a bolha econômica que estourou no Japão no final da década de 1980 e do choque da internet nos anos 1990, o sistema de salário baseado na antiguidade tornou-se menos popular no mercado, visto que as empresas não poderiam suportar gastos elevados com salários de funcionários mais velhos. Muitos executivos de nível médio que subiram na estrutura corporativa pelo sistema Nenko foram vítimas da reestruturação corporativa. Sem saber como competir por posições de altos salários ao contrário dos talentos mais jovens, no século XXI, o sistema baseado na antiguidade é visto como um sistema em decadência que estragou as gerações passadas.